# Loma Linda East (Teksas)
Loma Linda East je naseljeno mjesto za statističke potrebe u američkoj saveznoj državi Teksas. Prema popisu stanovništva iz 2010. u njemu je živjelo 44 stanovnika.